# Болгарська культура

## Історія
Племена, що населяли в давнину територію сучасної Болгарії створили розвинену матеріальну культуру, найвідомішим пам'ятником якої є Варненський некрополь, пам'ятник культури Болгарії епохи неоліта.
Населяли Болгарію на рубежі нашої ери фракійці залишили після себе відомі пам'ятки архітектури, в тому числі гробницю в Казанлик та гробницю в Свештарах, які несуть на собі відбиток давньогрецького культурного впливу. У той же час, мало місце і вплив фракійців на стародавніх греків — наприклад, Орфей, персонаж давньогрецької міфології, вважався сином фракійського бога Еагр.
З'явилися на території сучасної Болгарії кочові племена протоболгар привнесли у болгарську культуру самобутні елементи. Відомий «Мадарський вершник» — барельєф на скелі, вибитий близько 710 рік а. В релігійній сфері між протоболгар і слов'янами панував мир — у похованнях IX століття а слов'яни і протоболгари поховані разом. У той же час, християни піддавалися гонінням.
Проте саме завдяки сусідству з високорозвиненою цивілізацією Візантії і особливо завдяки хрещенню Болгарії царем Борисом I в 865 рік у болгарська культура отримала новий імпульс до розвитку. Найважливішим досягненням болгарської культури цього періоду вважається створення кириличного алфавіту: Кирило і Мефодій були з Салонік і, ймовірно, були болгарами, а Климент Охридський народився в Болгарії. У пам'ять про це 24 травня в Болгарії відзначається день болгарської освіти, культури і слов'янської писемності. У Болгарії існували Преславська та Охридська книжкові школи, де велася активна діяльність з перекладу книг на старослов'янську мову і за їх переписування.

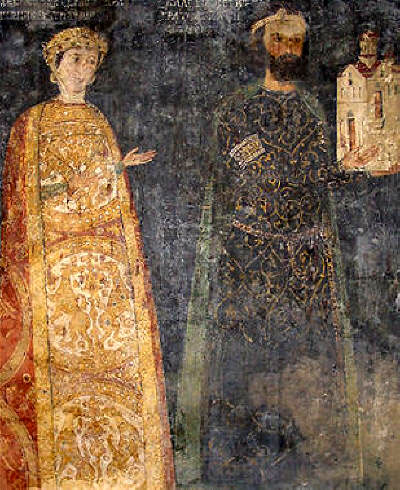
Десіслава і Калоян — засновники (титар) Боянської церкви. Фреска, що відноситься до 1259

Необхідність будівництва храмів для богослужінь поклала початок власне болгарської архітектурі. Найвідомішими пам'ятками болгарської архітектури цього часу є Рильський монастир та Боянська церква.
Розвитку образотворчого мистецтва сприяли візантійські традиції, хоча фресками були прикрашені ще фракійські гробниці більш ніж тисячолітньої давнини. Свідченням своєрідності болгарської школи іконопису є ікони з використанням як основи не дощок, а кераміки. У той же час, існування досить строгих канонів в іконописі доволі обмежувало розвиток власних традицій. Фрески печерних церков в Іваново несуть на собі відбиток як національних традицій, так і риси «палеологівського відродження». Також відомі розпису Боянська церкви (особливо пов'язані з 1259 у фрески із зображенням засновників монастиря (титар ів) — Калоян і Десіслави), храму св. Георгія у Софії, Рильського та Погановський монастирів. При цьому Східна Болгарія більшою мірою випробовувала візантійський культурний вплив, в той час як у Південно-Західній Болгарії (сучасна Північна Македонія) краще збереглися національні традиції. Створені майстрами Тирновська школи фрески знаходяться під впливом «палеологівського відродження».
Тісному зв'язку болгарської культури з візантійською сприяли політичні події: в 1018 останній уламок Першого Болгарського царства — Західно-Болгарське царство — був приєднаний до Візантії. Після смерті архієпископа-болгарина Івана Дебрского в 1037 у його посаду зайняв Лев, грек за походженням. З цього моменту багато посади в церковній ієрархії займають греки, а богослужіння, як правило, переводилося на незрозумілий більшості населення грецьку мову. Богослужіння на старослов'янською мовою зберігалося лише в окремих монастирях і в церквах в деяких маєтках феодалів-болгар. Однак завдяки досить розвиненій національній самосвідомості, болгари неодноразово піднімали повстання в XI-XII століттях, а в 1185 у було засновано Друге Болгарське царство.